# Bazzania cordifolia
Bazzania cordifolia là một loài rêu tản trong họ Lepidoziaceae. Loài này được (Stephani) S. Hatt. miêu tả khoa học lần đầu tiên năm 1946.